# Toledo (Oregón)
Toledo es una ciudad ubicada en el condado de Lincoln, Oregón, Estados Unidos. Tiene una población estimada, a mediados de 2022, de 3541 habitantes.

## Geografía
La localidad está ubicada en las coordenadas 44°37′11″N 123°56′1″O / 44.61972, -123.93361 (44.619748, -123.933704).

## Demografía
Según el censo de 2000, en ese momento los ingresos medios de los hogares de la localidad eran de $34,503 y los ingresos medios de las familias erande $39,597. Los hombres tenían ingresos medios por $35,104 frente a los $22,297 que percibían las mujeres. Los ingresos per cápita para la localidad eran de $14,710. Alrededor del 18.6% de la población estaba por debajo del umbral de pobreza.
De acuerdo con la estimación 2017-2021 de la Oficina del Censo, los ingresos medios de los hogares de la localidad son de $48,534 y los ingresos medios de las familias son de $68,770. Alrededor del 20.7% de la población está por debajo del umbral de pobreza.